# 1981-es síkvízi kajak-kenu világbajnokság
Az 1981-es síkvízi kajak-kenu világbajnokságot a nagy-britanniai Nottinghamben rendezték 1981-ben. Ez a tizenhatodik kajak-kenu világbajnokság volt. A magyar csapat az éremtáblázaton a harmadik helyezést érte el összesítésben.

## Éremtáblázat
*   Rendező
  *   Magyarország
| Helyezés | Ország             | Arany | Ezüst | Bronz | Összesen |
| -------- | ------------------ | ----- | ----- | ----- | -------- |
| 1.       | NDK                | 7     | 2     | 2     | 11       |
| 2.       | Szovjetunió        | 6     | 4     | 2     | 12       |
| 3.       | Magyarország       | 3     | 3     | 2     | 8        |
| 4.       | Románia            | 1     | 3     | 2     | 6        |
| 5.       | Norvégia           | 1     | 0     | 1     | 2        |
| 6.       | Svédország         | 0     | 2     | 3     | 5        |
| 7.       | Lengyelország      | 0     | 2     | 1     | 3        |
| 8.       | Jugoszlávia        | 0     | 2     | 0     | 2        |
| 9.       | Csehszlovákia      | 0     | 0     | 2     | 2        |
| 10.      | Bulgária           | 0     | 0     | 1     | 1        |
| 10.      | Egyesült Királyság | 0     | 0     | 1     | 1        |
| 10.      | NSZK               | 0     | 0     | 1     | 1        |
| Összesen | Összesen           | 18    | 18    | 18    | 54       |

## Eredmények

### Férfiak

#### Kenu
| Versenyszám | Arany                                         | Arany    | Ezüst                                                | Ezüst    | Bronz                                                | Bronz    |
| ----------- | --------------------------------------------- | -------- | ---------------------------------------------------- | -------- | ---------------------------------------------------- | -------- |
| C1 500 m    | Olaf Heukrodt · NDK                           | 2:01,38  | Gennagyij Liszejcsikov · Szovjetunió                 | 2:03,19  | Sarusi Kis János · Magyarország                      | 2:03,76  |
| C1 1000 m   | Ulrich Papke · NDK                            | 4:03,46  | Buday Tamás · Magyarország                           | 4:05,41  | Jiří Vrdlovec · Csehszlovákia                        | 4:05,89  |
| C1 10 000 m | Wichmann Tamás · Magyarország                 | 48:19,53 | Matija Ljubek · Jugoszlávia                          | 48:24,06 | Szergej Liminovics · Szovjetunió                     | 49:19,91 |
| C2 500 m    | Foltán László · Vaskuti István · Magyarország | 1:46,88  | Egyem Muradaszilov · Vygantas Čekaitis · Szovjetunió | 1:47,74  | Liubomir Ljubenov · Szevdalin Ilkov · Bulgária       | 1:48,08  |
| C2 1000 m   | Ivan Patzaichin · Toma Simionov · Románia     | 3:38,75  | Olaf Heukrodt · Uwe Madeja · NDK                     | 3:40,12  | Egyem Muradaszilov · Vygantas Čekaitis · Szovjetunió | 3:41,60  |
| C2 10 000 m | Buday Tamás · Vaskuti István · Magyarország   | 42:50,64 | Ivan Patzaichin · Toma Simionov · Románia            | 43:11,17 | Jiří Vrdlovec · Petr Kubíček · Csehszlovákia         | 43:15,92 |

#### Kajak
| Versenyszám | Arany                                                                                         | Arany    | Ezüst                                                                                             | Ezüst    | Bronz                                                                                     | Bronz    |
| ----------- | --------------------------------------------------------------------------------------------- | -------- | ------------------------------------------------------------------------------------------------- | -------- | ----------------------------------------------------------------------------------------- | -------- |
| K1 500 m    | Vlagyimir Parfenovics · Szovjetunió                                                           | 1:48,94  | Ion Bîrlădeanu · Románia                                                                          | 1:50,67  | Lars-Erik Möberg · Svédország                                                             | 1:51,01  |
| K1 1000 m   | Rüdiger Helm · NDK                                                                            | 3:45,12  | Ion Bîrlădeanu · Románia                                                                          | 3:46,88  | Einar Rasmussen · Norvégia                                                                | 3:47,34  |
| K1 10 000 m | Einar Rasmussen · Norvégia                                                                    | 44:17,11 | Milan Janić · Jugoszlávia                                                                         | 44:19,90 | Fábián István · Magyarország                                                              | 44:21,68 |
| K2 500 m    | Vlagyimir Parfenovics · Szergej Szuperata · Szovjetunió                                       | 1:37,32  | Waldemar Merk · Daniel Wełna · Lengyelország                                                      | 1:38,31  | Bernd Fleckeisen · Frank Fischer · NDK                                                    | 1:39,54  |
| K2 1000 m   | Vlagyimir Parfenovics · Szergej Szuperata · Szovjetunió                                       | 3:21,39  | Bernd Fleckeisen · Frank Fischer · NDK                                                            | 3:22,13  | Waldemar Merk · Daniel Wełna · Lengyelország                                              | 3:22,31  |
| K2 10 000 m | Nyikolaj Asztapkovics · Vlagyimir Romanovszkij · Szovjetunió                                  | 40:32,01 | Szabó István · Joós István · Magyarország                                                         | 40:33,75 | Ion Bîrlădeanu · Nicuşor Eşanu · Románia                                                  | 40:37,29 |
| K4 500 m    | Igor Gajdamaka · Szergej Krivosejev · Jüri Poljans · Alekszandr Vodovatov · Szovjetunió       | 1:26,84  | Jens Norqvist · Lars-Erik Möberg · Per-Inge Bengtsson · Thomas Ohlsson · Svédország               | 1:27,63  | Frank-Peter Bischof · André Wohllebe · Rüdiger Helm · Harald Marg · NDK                   | 1:28,09  |
| K4 1000 m   | Rüdiger Helm · Frank-Peter Bischof · Peter Hempel · Harald Marg · NDK                         | 3:04,51  | Szergej Kolokolov · Alekszandr Volkovszkij · Alekszandr Jermilov · Nyikolaj Baranov · Szovjetunió | 3:05,80  | Matthias Seack · Andreas Flunker · Frank Renner · Oliver Seack · NSZK                     | 3:06,67  |
| K4 10 000 m | Alekszandr Jermilov · Nyikolaj Baranov · Szergej Kolokolov · Vaszilij Szilenkov · Szovjetunió | 35:37,98 | Leszek Jamroziński · Andrzej Klimaszewski · Ryszard Oborski · Zdzisław Szubski · Lengyelország    | 36:00,09 | Stephen Brown · Christopher Canham · Stephan Jackson · Alan Williams · Egyesült Királyság | 36:02,08 |

### Nők

#### Kajak
| Versenyszám | Arany                                                               | Arany   | Ezüst                                                                               | Ezüst   | Bronz                                                                        | Bronz   |
| ----------- | ------------------------------------------------------------------- | ------- | ----------------------------------------------------------------------------------- | ------- | ---------------------------------------------------------------------------- | ------- |
| K1 500 m    | Birgit Fischer · NDK                                                | 1:57,70 | Rakusz Éva · Magyarország                                                           | 1:58,89 | Agneta Andersson · Svédország                                                | 2:00,65 |
| K2 500 m    | Birgit Fischer · Carsta Kühn · NDK                                  | 1:47,23 | Agneta Andersson · Susanne Wiberg · Svédország                                      | 1:48,75 | Agafia Buhaev · Maria Ştefan · Románia                                       | 1:49,42 |
| K4 500 m    | Birgit Fischer · Carsta Kühn · Kathrin Stoll · Roswitha Eberl · NDK | 1:38,87 | Natalja Filonyics · Larisza Nyedviga · Inna Sipulina · Ljubov Orehova · Szovjetunió | 1:40,25 | Karin Olsson · Agneta Andersson · Susanne Wiberg · Eva Karlsson · Svédország | 1:40,94 |

## A magyar csapat
Az 1981-es magyar vb keret tagjai:
| férfiak kajak | férfiak kajak                                              | férfiak kajak      |
| ------------- | ---------------------------------------------------------- | ------------------ |
| K1 500 m      | Fábián István                                              | 5.                 |
| K2 500 m      | Császár Attila Irmai István                                | 5.                 |
| K4 500 m      | Irmai István Rukkel László Császár Attila Joós István      | 6.                 |
| K1 1000 m     | Fábián István                                              | nem jutott döntőbe |
| K2 1000 m     | Szabó István Joós István                                   | 6.                 |
| K4 1000 m     | Medgyes László Rajna András Rasztótzky János Szélesi Tamás | 4.                 |
| K1 10 000 m   | Fábián István                                              | Bronzérem          |
| K2 10 000 m   | Szabó István Joós István                                   | Ezüstérem          |
| K4 10 000 m   | Ábrahám Csaba Korom Ferenc Romhányi Zoltán Szabó László    | 7.                 |

| férfi kenu  | férfi kenu                   | férfi kenu |
| ----------- | ---------------------------- | ---------- |
| C1 500 m    | Sarusi Kis János             | Bronzérem  |
| C2 500 m    | Foltán László Vaskuti István | Aranyérem  |
| C1 1000 m   | Buday Tamás                  | Ezüstérem  |
| C2 1000 m   | Buday Tamás Hajdú Gyula      | 6.         |
| C1 10 000 m | Wichmann Tamás               | Aranyérem  |
| C2 10 000 m | Buday Tamás Vaskuti István   | Aranyérem  |

| nők      | nők                                                    | nők       |
| -------- | ------------------------------------------------------ | --------- |
| K1 500 m | Rakusz Éva                                             | Ezüstérem |
| K2 500 m | Povázsán Katalin Géczi Erika                           | 5.        |
| K4 500 m | Rakusz Éva Zakariás Mária Povázsán Katalin Géczi Erika | 4.        |